# 百銀財富詐欺案
百銀財富詐欺案發生於2015年2月中華人民共和國上海市，是一樁投資詐欺案涉案達2億人民幣，上千人受騙。

## 概觀
2014年起號稱5万元起点，年化收益最低8%，最高15%，投资周期短，最短三个月，最长一年的投資廣告在上海大規模傳播，上海百银金融信息服务（集团）有限公司是幕後集資操盤人，並主打P2P投資型態等等整套說詞，其總公司位於淞沪路98号平盛大厦7楼，裝潢較為氣派，員工數較多，成為許多人受騙的原因。
2015年初起陸續六家分公司關門，之後無預警停付所有利息和本金，1月29日百银财富法人代表李晓军向杨浦区公安分局报案，称公司原法人赖昌丰和大股東缪友春携款潜逃。2015年底杨浦区人民法院第一法庭对上海百银财富公司线下相关案犯进行宣判，由於只有從犯被抓捕到案，多數是銷售經理此一階級，故判處3-5年不等刑期並退賠從業期間獎金工資。